# Max Schmidt (Politiker, 1895)

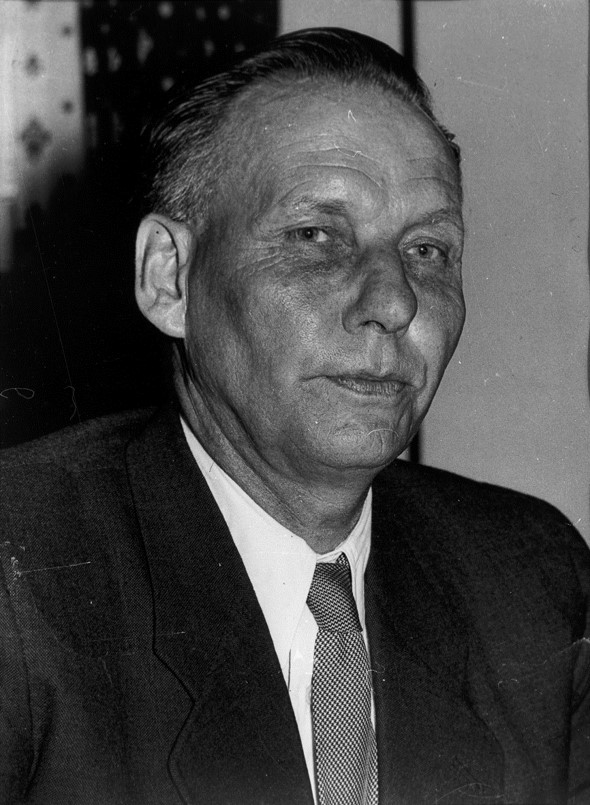
Max Schmidt

Max Schmidt (* 5. November 1895 in Kiel; † 23. März 1955 ebenda) war ein deutscher Kommunalpolitiker (SPD). Von 1951 bis 1955 war er Stadtpräsident von Kiel.

## Leben
1919 trat Schmidt der SPD bei, der er bis zu seinem Lebensende angehörte. Bis 1926 arbeitete er als Angestellter auf einer Werft. Ab 1924 engagierte er sich im Reichsbanner Schwarz-Rot-Gold, dessen Gausekretär er von 1926 bis 1930 war. Danach bekleidete er die Position eines Parteisekretärs der SPD in Wandsbek, bis die Partei durch die Nazis verboten wurde. 1933 wurde er von der Gestapo verhaftet und anschließend drangsaliert. Während des Krieges war er als Angestellter auf der Germaniawerft tätig.

## Kommunalpolitik
1920 wurde Schmidt in die Gemeindevertretung der damals noch unabhängigen Gemeinde Elmschenhagen gewählt.
Von 1945 bis zu seinem Tod war er Mitglied der SPD-Fraktion der Kieler Ratsversammlung. In den ersten Jahren war es sein Hauptanliegen, einen Wiederaufbau der im Krieg zerstörten Stadt zu organisieren.
Am 24. Mai 1951 wurde er zum Stadtpräsidenten gewählt und übte dieses Amt bis zu seinem Tod nach schwerer Krankheit aus.